# Christiaan van der Ameijden
Christiaan van der Ameijden (Oirschot, circa 1530 - Rome, circa 20 november 1605) was een zanger en componist. Hij stamde uit het Oirschotse patriciërsgeslacht Van der Ameijden waarvan in de 16e en 17e eeuw zes leden in Rome werkzaam waren.
Er is niet veel bekend over zijn jeugd en ontwikkeling, maar wel dat hij op voordracht van Paus Pius IV in 1563 als zanger in de pauselijke kapel werd opgenomen. In 1565 werd hij met een aantal anderen ontslagen, maar als enige werd hij kort daarna op aandrang van de paus weer aangenomen. Daarna bleef hij zijn hele leven in dit koor van de Sixtijnse Kapel actief.
In dit koor werd de polyfone zangkunst beoefend. Naast de Vlaamse polyfonie ontwikkelde zich, door toedoen van Giovanni Pierluigi da Palestrina, een soberder vorm die wel Romeinse polyfonie werd genoemd. Tussen het werk van Palestrina, Arcangelo Crivelli en Giovan-Maria Nanino werden ook een paar scheppingen van Van der Ameijden gevonden, en wel een mis en een Magnificat en een opvallend madrigaal met de titel "Quel dolce suon".
In een tijd dat het aantal Vlamingen afnam, werd hij nog kapelmeester van 1594 tot 1595. Hij werd in 1565 lid van de broederschap die de begraafplaats Campo Santo Teutonico beheerde, waar Vlamingen en Duitsers werden begraven. In 1574 trad hij toe tot de broederschap van de Santa Maria dell'Anima, waarin ook Gerardus Vossius actief was.

## Grafschrift
D.O.M.

CHRISTIANO AMEIDEN ORSCHOTANO BRABANTINO

OB SUMMAM VITAE PROBITATEM ET MUSICAE PERITAM

PIO IIII ET SUCCESSORIBUS PONTIF. MAX. CARO AC OB

MORUM SUAVITATEM ET BENEFACIENDI STUDIUM

OMNIBUS AMABILI QUI DE HOC HOSPITALI IN VITA

SEMPER BENE MERERI STUDUIT ET MORIENS SUA

HAEREDITATE DUMMODO IN HOC ALTARI PRO IUVANDA

PEREGRINORUM PIETATE QUOTIDIE PRIMA MISSA ET

ANNIVERSARIUM QUOTANNIS CELEBRETUR EIDEM

PRAECLARE SUBVENIT OBIIT DIE XX NOVEMBRIS

ANNO MDCV

AMMINISTRATORES HUIUS HOSPITALIS CONFRATRI BENEM. PP.